# Charles Ogé Barbaroux
Pour les articles homonymes, voir Barbaroux.
Charles Ogé Barbaroux est un homme politique français né à Marseille le 16 août 1792 et mort à Vaux-sur-Seine le 5 juillet 1867.

## Biographie

### Jeunesse et études
Fils de Charles Jean Marie Barbaroux, il fait ses études au lycée Louis-le-Grand, avant de partir à Marseille pour finir sa scolarité au lycée Thiers. Une fois le baccalauréat obtenu, il s'inscrit à la Faculté de droit d'Aix.

### Vie personnelle
- Marié le 24 septembre 1816 à Nîmes, avec Nina Granier. Ils ont un fils, Charles Jean Washington Barbaroux (1820-1901), juge au Tribunal de la Seine puis Conseiller à la Cour de Paris.
- Marié le 7 décembre 1836 à Saint-Denis (La Réunion), avec Mélanie Lafitte

### Parcours
Il est nommé magistrat au parquet de Marseille pendant les Cent-Jours mais n'occupe pas le poste.
Il travaille ensuite à la cour royale de Nîmes.
Il est élu à l'Académie du Gard le 2 février 1820. 
Il devient Procureur général du Roi à l'île Bourbon de 1831 à 1848 puis se fait élire député de La Réunion le 28 octobre 1849 jusqu'au 2 décembre 1851. 
Il est Conseiller d'Etat.
Il est nommé Sénateur sous le second Empire le 8 février 1858 jusqu'au 5 juillet 1867.

### Décorations
- Chevalier de l'ordre royal de la Légion d'Honneur, le 10 mai 1836
- Officier de l'ordre royal la Légion d'Honneur, le 7 janvier 1844
- Commandeur de la Légion d'Honneur, le 26 octobre 1849
- Ordre de la Croix de Juillet, le 30 avril 1831

### Hommage
- Une rue de Vaux-sur-Seine (chemin Barbaroux) porte son nom